# Jai Crawford
David Jai Crawford (Hobart, 4 augustus 1983) is een Australisch voormalig wielrenner die tussen 2015 en 2018 reed voor Kinan Cycling Team.

## Overwinningen
2003
3e etappe Cascade-Lounge Bar Nothern Tour
2007
Eindklassement Ronde van Siam
2009
1e etappe Ronde van Wellington
2010
5e etappe Ronde van Utah
2012
2e etappe Jelajah Malaysia
2016
4e etappe Ronde van Ijen
Eindklassement Ronde van Ijen
Bergklassment Ronde van Flores
2017
Eindklassement Ronde van de Filipijnen

## Ploegen
- 2005 –  Driving Force Logistics
- 2007 –  Giant Asia Racing Team
- 2008 –  Trek-Marco Polo Cycling Team
- 2009 –  Savings & Loans Cycling Team
- 2010 –  Fly V Australia
- 2011 –  Giant Kenda Cycling Team
- 2012 –  RTS Racing Team (tot 31-5)
- 2012 –  Genesys Wealth Advisers (vanaf 1-6)
- 2013 –  Huon Salmon-Genesys Wealth Advisers
- 2014 –  Drapac Professional Cycling
- 2015 –  Kinan Cycling Team
- 2016 –  Kinan Cycling Team
- 2017 –  Kinan Cycling Team
- 2018 –  Kinan Cycling Team

Carver · Crawford · Davis · Dyball · Earle · Flakemore · Giacoppo · Hose · Lovelock · Marwood · Pearson · Rigg · Robinson · Sanderson · Shaw · K.Walker
Beckinsale · Clements · Cooper · Crawford · Davis · Donnelly · Dyball · Earle · Flakemore · Giacoppo · Haig · Jones · Lovelock · Robinson · Shaw · K.Walker
Anderson · Cantwell · Clarke · Crawford · Goesinnen · Hucker · Johnson · Kerby · Lapthorne · Meyer · Norris · Palmer · Phelan · Rudolph · W.Sulzberger · B.Sulzberger · Wippert · Canty (stagiair)
Amagoi · Arashiro · Crawford · García · Guardiola · Lebas · Nakajima · Nakanishi · Tsubaki · Tsukamoto · G. Yamamoto · M. Yamamoto